# بيجاب (كوهمرة خامي)
بيجاب (بالفارسية: پیچاب) هي قرية تقع في إيران في قسم كوهمرة خامي الريفي.